# Kurdok
A kurdok az indoeurópai nyelvcsalád indoiráni ágához tartozó kurd nyelvet beszélő népcsoport. Zömük a jelenleg Irán, Irak, Szíria és Törökország földjén elterülő Kurdisztán őslakói. Kurd közösségek élnek Libanonban, Örményországban, Azerbajdzsánban (Arcahtól nyugatra, Kalbadzsarban és Laçınban).
A kurdok számát kb. 46 millióra teszik, legnagyobb számban (kb. 25 millióan) Törökországban élnek.
Etnikailag rokonságban állnak más indoiráni népekkel. A kurd nyelv nem egységes, elkülönült dialektusainak némelyike nyelvészetileg elég önálló ahhoz, hogy akár önálló nyelvnek lehessen nevezni.

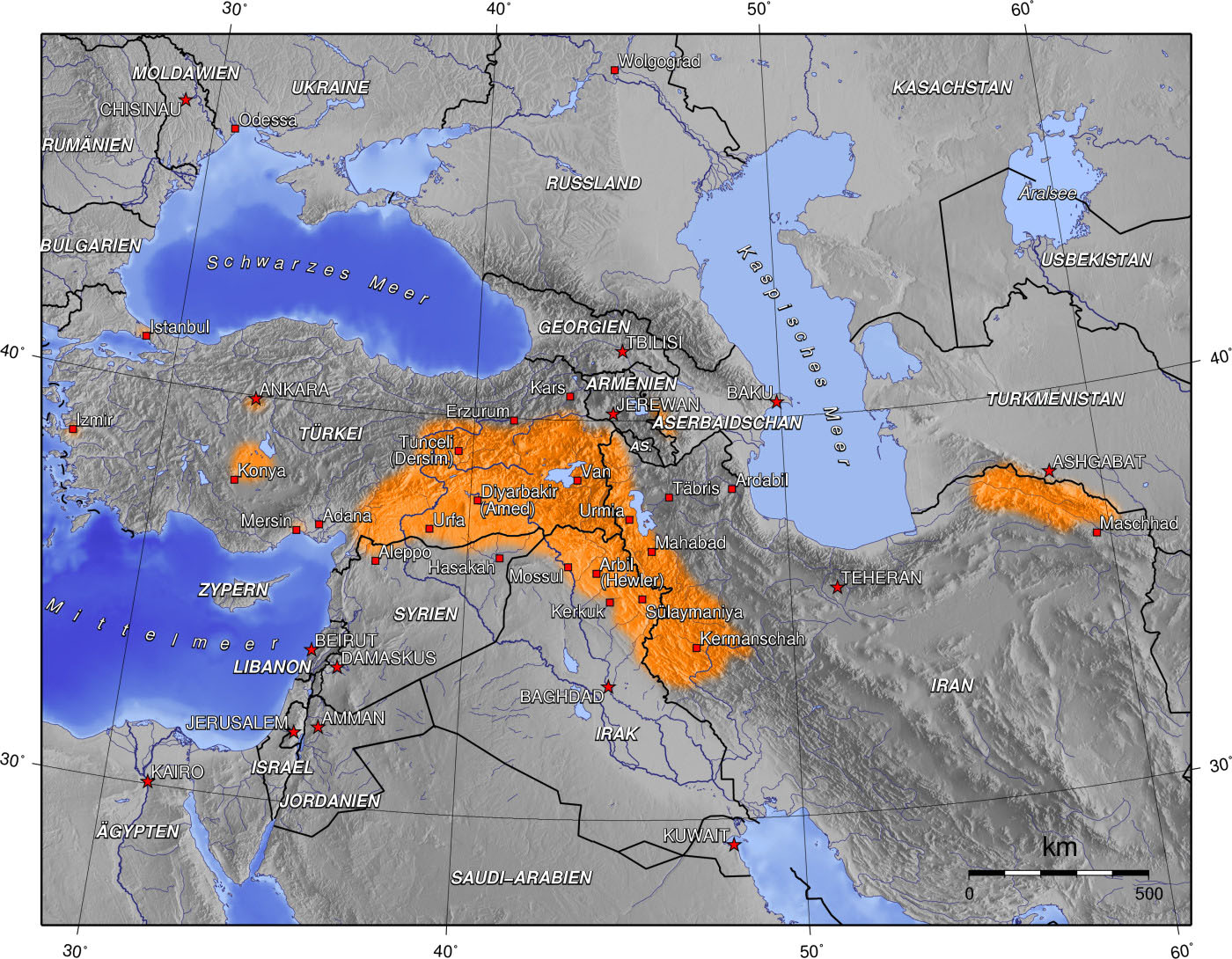
Kurdok lakta területek

## Történelem

### Eredetük
A Közel-Kelet egyik legősibb népe. Több, mint 4000 éve élnek ezen a területen. Ugyanis akkortájt egy ősi nép, a gutik érkeztek a régióba. Kurdok a gutikból származtatják magukat. Valószínűleg a ,,guti" kifejezésből ered a ,,kurd" szó is. Az indoeurópai nyelvcsalád indoiráni ágához tartozó népcsoport.
Biztosan a mai kurdok elődeire utaló első szöveg azonban későbbi, a 7. században keletkezett és a kurd törzsek iszlám hitre téréséről szól.

### Guti Birodalom
Egyesek szerint a gutik a kurdok ősei. A gutik az indoeurópai nyelvcsaládhoz és a kurdokhoz hasonló nyelvet beszéltek. I. e. 2160-ban törtek be Mezopotámia területére és tartották megszállva azt. Nevüket az Akkád Birodalom leigázásával vésték be a történelembe i. e. 2160-ban. Magukat „kurdunak” is vallották, amely talán a kurd nép eredetére utal. Mezopotámia peremvidékén élő harcias népcsoport volt (a mai Irán területén). Országukat Kurduinnak vagy Guti Birodalomnak nevezték. Meghonosították a katonai demokráciát. Szintén a Kar(a)dunias nevet használták a kassúk is országuk és államuk megnevezésére. A kassúk egy ragozó indoeurópai nyelvet beszéltek, az arámi vándorlás során veszítették el Babilont, majd gyakorlatilag eltűntek a történelemből.

### Mitanni Birodalom
I. e. 1550-ben jött létre. Hurrita törzsek lakták, akik korábban a Zagrosz-hegységben éltek, majd nyugatra kezdtek vonulni. A hurrik indoeurópai eredetükből adódóan sok történész a kurdokkal hozza őket összehasonlításba. Az állam fővárosa: Vassukanni, a mai Kobani közelében található ősi kurd város szíriai Kurdisztánban. Vassukani város kurd jelentése ,,jó forrás". Sok történész a kurd vonatkoztatás alapján mondja azt határozottan, hogy kurd állam volt az ókorban. I. e. 1550 és i. e. 1450 között a legerősebb hadserege volt a térségben
A hurrik 15 királyt adtak a birodalomnak, a legjelentősebb Saustatar volt, aki i. e. 1480 körül meghódította Asszíria területét, és számos szíriai vidéket is ellenőrzött, illetve befolyása alatt tartotta az Eufrátesz felső folyásának vidékét is. Csupán Egyiptom volt igazi vetélytársa.

### Méd Birodalom
A kurd himnusz a mai napig így szól: „Mi vagyunk a médek és Küaxarész utódai”. Egyesek szerint a médek, a gutik és a hurrita törzsek utódai, akik ugyancsak hasonló nyelvjárást beszéltek, mint a kurdok. A médek ókori indoiráni nép volt. Daiakku alapította i. e. 678-ban. A birodalom területe: 3 100 000 km². A világtörténelem 48. legnagyobb birodalma, így nyugodtan kijelenthetjük, a kurdok méltón büszkék történelmük egyik legnagyobb birodalmára. Fővárosa: Ekbatana (a mai Hamadán, iráni-Kurdisztán, zömmel kurdok lakta terület). Legjelentősebb uralkodója Nagy Küaxarész. Nyelvük: méd, amely a kurd nyelvvel együtt az északnyugat-iráni nyelvcsaládhoz tartozott.

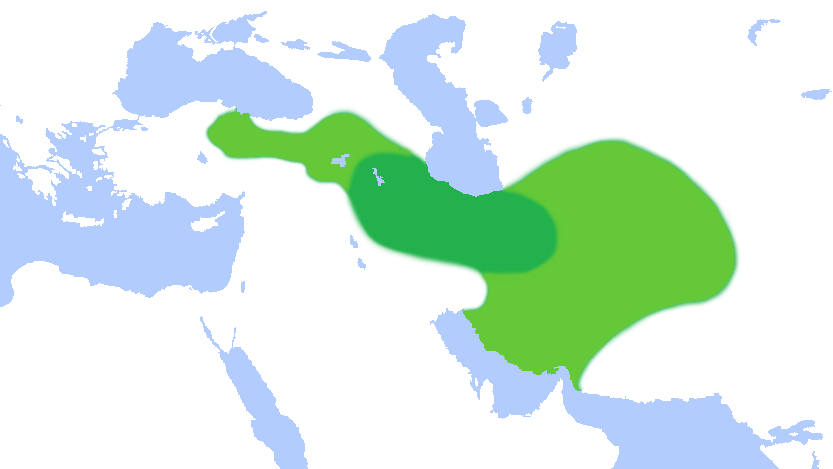
Méd Birodalom

Gyakran azonosítják őket az ókori Corduene népével. Az ókori forrásokban számos népnév szerepel, amelyek emlékeztetnek a kurdok nevére: az i. e. 3. évezredből karda, Xenophón kardoukhoi népneve (Corduene), a perzsa gord vagy kord, a szír (arámi) kardu vagy kadu és a héber kurdaje.
Vlagyimir Fjodorovics Minorszkij szerint: „Nincs kétség hogy a mar név (méd) a kurdokra utal.” Azt is megemlíti, hogy egy 1446-os, nyelvek és ábécék mintáit tartalmazó örmény kézirat úgy utal egy kurd imára, hogy „a médek nyelve”.
Godfrey Rolles Driver azonban mindezt vitatta és azt állította, hogy az örmény írók egyszerűen összekeverték a kurdokat a médekkel. Ezt írta:
A kurdokat a Xenophón említette kardoukhoival és a görög és latin írók említette gordyaeivel, az örményeknél szereplő kordukhokkal vagy kortcsaikokakal és az arámi és szír íróknál szereplő Gardu földjével kell azonosítanunk..

A kurd név egyik első említése egy pahlavi szászánida szövegben található, amely a Szászánida I. Adasír király és a kurdok Madig nevű királya közti ütközetet említ a 3. század elején.
Egyes vélemények szerint a kurd nép születése az i. e. 10. században kezdődött, amikor az iráni törzsek szétrajzottak a régióban, köztük az északnyugat-iráni nyelvjárást beszélő médek, és a vaskor folyamán a médekhez asszimilálódó népekből jött létre a kurd nép.
A legtöbb történész tehát egyetért azzal, hogy a médek, akik i. e. 678-ban legyőzték az asszírokat, s megalapították birodalmukat, a kurdok elődei. A méd árja nép, amely az i. e. 2. évezredben népesítette be kelet felől a mai Nyugat-Kurdisztán területét, s keveredett az ott élő néppel. A médek és az eredetileg ott élő lakosság egybeolvadása i. e. 612 és 550 között, a Méd Birodalom idején kezdődött, s az iszlámosítás kezdetéig tartott. Végezetül önálló nemzet született: a kurd. A kurdoknak már az iszlám kezdetén megvoltak mai nemzeti és nyelvi sajátosságaik, s jelenlegi területükön éltek.
A kurdok hazája (Kurdisztán) Irán, Szíria, Irak és Törökország területével határos, s Mandali városától az Araráton át a Kaukázusig tart. Élnek kurdok Örményországban a törökországi Erzurum városáig húzódó hegyei között is, valamint délen, az ókori Mezopotámia területén, ahol Kurdisztán nyugati határát az Eufrátesz alkotja. Hivatkoznak a területre, mint Ázsia kapuja is.

### Középkor és újkor
Kurdisztán iszlámosítása (630 táján) nagy változást hozott a kurd történelemben. Az iszlám a kurdok számára, csakúgy, mint más népeknek, új kapcsolatot teremtett: egy közösséget (ummát), amelyet nem a nemzeti hovatartozás, hanem a hit igazol.
A kurdok tehát több mint ezer éve tartoznak az iszlám ummához, de emellett megtartották etnikai és nyelvi sajátosságaikat, valamint ősi tűzvallásuk is fennmaradt.
A 11. és a 14. század között a kurd társadalomra is jótékonyan hatott az általános iszlám fellendülés: városok alakultak ki, iskolák épültek, s nőtt a kurdok részvétele a kulturális, tudományos és társadalmi életben.
A középkortól kezdve a kora újkorig rengeteg kurd dinasztia alakult:
| Név         | Uralkodásának ideje                      | Uralkodásának helye                                     |
| ----------- | ---------------------------------------- | ------------------------------------------------------- |
| Hadhabani   | 943-1063                                 | Kurdisztán (iráni és iraki részénél)                    |
| Saddadik    | 951-1174                                 | a mai Örményország területén                            |
| Rawadidok   | 955-1071                                 | a mai Északnyugat-Irán (azeri) területén                |
| Hasanwayhid | 959-1095                                 | Dzsazíra és a mai Nyugat-Iránban                        |
| Marwanidok  | 990-1096                                 | Dzsazíra                                                |
| Anazidák    | 990-1117                                 | Kurdisztán (iráni és iraki részénél)                    |
| Kákújidák   | 1008-1141                                | a mai Irán területén                                    |
| Erdelán     | 1168-1867                                | Erdeláni Hercegség                                      |
| Ajjúbidák   | 1171-1341                                | Észak-Afrika és a Közel-Kelet                           |
| Bitlis      | 1182-1847                                | a mai Törökország területén                             |
| Bohtan      | 1330-1855                                | Dzsazíra                                                |
| Bahdinan    | 1376-1873                                | Iraki Kurdisztán                                        |
| Mukriyan    | 15. század végétől a 19. század közepéig | Kurdisztán keleti részén                                |
| Baban       | 1649-1850                                | Iraki Kurdisztán                                        |
| Zand        | 1750-1794                                | mai Irán, Azerbajdzsán, Örményország és Irak területein |
| Szorán      | 1816-1835                                | Iraki Kurdisztán                                        |
| Hakkâri     | 1835 környékén                           | Délkelet-Anatólia                                       |

## 20. század
A sèvres-i békeszerződés 1920-ban nemzetközileg elismerte a kurd népnek az autonómiához és a függetlenséghez való jogát.

### Törökország
Ezt követően azonban kitört a török függetlenségi háború, mivel a törökök nem értettek egyet a békeszerződésben foglalt területvesztéssel. Az 1920-1923 közötti háborút lezáró lausanne-i békeszerződés megfosztotta a kurd népet az autonómiától és későbbi teljes elszakadás lehetőségétől, így a kurdok lakta területek többsége újra Törökország részévé vált. A szerződésben egyáltalán nem esett szó a kurdokról. A 40–45. cikkely annyiban foglalkozik a kisebbségekkel, hogy Törökországban a nem muzulmán kisebbségek mellett más kisebbség nem létezik. A szerződés a kisebbségek közé sorolta például az örményeket és a görögöket, a kurdokat azonban nem említette. 1926. július 5-én Moszul vilajetet Irakhoz csatolták. Míg tehát az első világháború előtt Kurdisztánon az Oszmán és a Perzsa Birodalom osztozott, addig utána Törökország, Irak, Irán és Szíria. Törökországban Mustafa Kemal Atatürk hatalomra kerülése és a Török Köztársaság kikiáltása a kurd nemzeti mozgalom teljes leverését is jelentette, a kurd és Kurdisztán szavakat végleg kitörölték az iskolai tankönyvekből, lexikonokból és a földrajzi térképekről, betiltották a kurd nyelv használatát, bezárták a kurd iskolákat, tilos volt kurd neveket adni, és a továbbiakban nem volt szabad egyetlen kurd szót sem használni. A kurdok ez ellen az asszimilációs politika ellen rengeteg felkelést robbantottak ki, a török politikai vezetés azonban akasztással válaszolt. 1978-ban aztán létrejött a Kurd Munkáspárt (PKK) amelyet sok országban terrorszervezetként ismernek.

### Irán
Iránban sem volt jobb a helyzet: itt a kurdoknak két problémával kellett szembenézniük. Először is a kurdok szunniták, másodszor a nemzeti törekvések nem fértek el egy vallási alapon működő államnál. Az iszlám köztársaság előtt, 1945-ben azonban a kurdoknak (szovjet segítséggel) sikerült létrehozniuk a Mahabádi Köztársaságot. 1945. december 17-én a kurdok elfoglalták Mahabád városában a bíróság épületét, levették az iráni zászlót és helyére kitűzték a kurd zászlót. A kurd állam alig több, mint egy évig tartott. Vezetőiket letartóztatták és bíróság elé állították. Homeini ajatollah ugyanúgy elutasította, hogy a kurdok számára autonómiát biztosítson, hivatkozva az iráni nemzet oszthatatlanságára. Bár az irak–iráni háborúban (1980–1988) az iraki kurdok épp Homeinivel szimpatizáltak, abban bízva, hogy segítségével kivívhatják a függetlenségüket.

### Irak
Kurd területek elarabosítása csak a kezdetleges inzultálás volt az iraki kormány részéről. Kurdokat telepítettek át az ország egyik végéből a másikba, hogy gyorsabban asszimilálódjanak. Az egyik talán legmegosztóbb eset Kirkuk elarabosítása, amit a mai napig rengeteg vitát és heves érzelmeket vált ki: 1957-ben még a kurdok voltak többségben, ők adták a város kb. felét. Szaddám Huszein vezette Irak 1960-tól, tervszerűen arabokat telepített az olajban gazdag Kirkukba.
Az Irak–iráni háborúban a kurd milicisták segítették az iráni hadsereget, mire válaszul az irakiak vegyi fegyvereket vetettek be ellenük. A háború befejezése után Irak minden erejét a kurdok végleges megsemmisítésére fordíthatta. Az úgynevezett „Anfali” akciókban a kurd falvak és a városok 70 százalékát rombolták szét és pusztították el. Lakóit a nagyvárosokba kényszerítették, hogy jobban tudják ellenőrizni őket. A kurd partizánok kezén lévő falvakat teljesen elpusztították, lakóit a dél-iraki sivatagba hurcolták, és több mint 180 000 embert lőttek le, majd tömegsírokba rejtették. A kurd népirtás napját minden év március 16-án tartják, amikor Halabdzsa városát 1988. március 16-án elgázosították a Baasz Párt emberei (lásd: Halabdzsai mészárlás).

### Szíria
Szíriában 1962-ben Haszaka tartományban 120 000 kurdtól vonták vissza a szír állampolgárságot, mert a kormány azt állította, hogy Szíriában nem létezik kurd terület, nincsenek kurdok és azok, akik az északi területeken laknak, mind a törökországi kurdellenes politika elől menekültek Szíriába. A szíriai kormány a hatvanas évektől egészen 2011-ig szisztematikusan megsemmisítette a kurdokra vonatkozó jeleket. 1960-ban tervet dolgoztak ki „arab öv” címen, melyben első lépésként a kurd helységnevek megváltoztatása szerepelt. Második lépés a térség tényleges elarabosítása volt, melyben a kurd lakosságot falvaik elhagyására kényszerítették, és helyükre arabokat telepítettek. A kurd nyelv használata már a terv kezdete előtt is tilos volt a hivatalos helyeken, így nem léteznek kurd iskolák és kurd nyelvű tanítás sem. Hivatali pozíciókat csak az arabok tölthetnek be, és a katonai, valamint rendőri akadémiákon a kurdok felvétele szigorúan tilos.

## Kurd zászló
Minden év december 17-én ünneplik a kurdok a kurd zászló napját: 1945. december 17-én emelték magasba, kikiáltva a Mahabádi Köztársaságot. A zászló a Méd Birodalom és a Mahabádi Köztársaság zászlajából ered.
| Szín  | Jelentés                                   |
| ----- | ------------------------------------------ |
| Piros | Mártírok vére és harc a szabadságért.      |
| Zöld  | Kurdisztán tájai, hegyei, élet és életerő. |
| Sárga | A fény és a szabadság.                     |
| Fehér | Szabadság, egyenlőség, béke.               |

## Ünnepek
- Március 21. : Függetlenség napja (Zoha iráni király lefejezésének napja. Este tűzgyújtással ünnepelnek az emberek).

## Képek

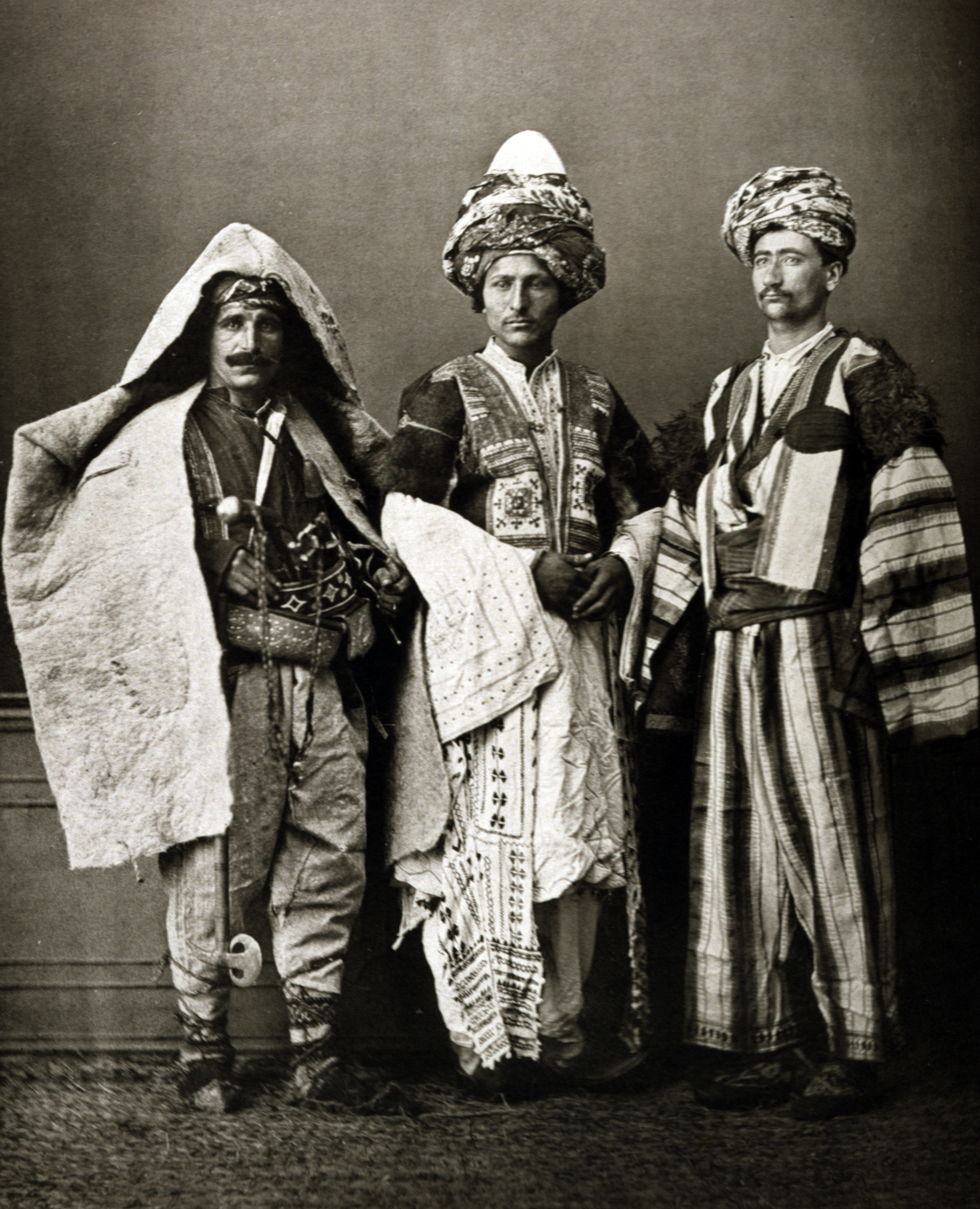
Kurd népviseletek (1873)
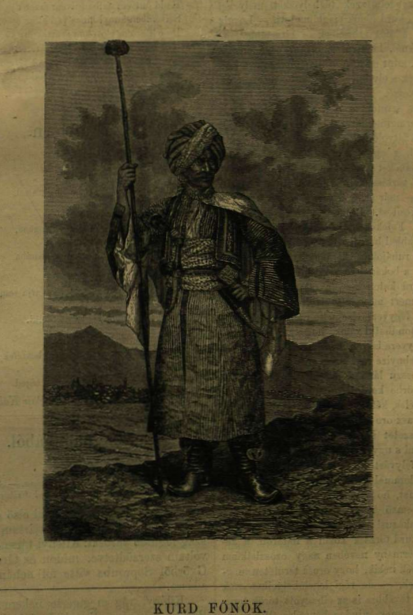
Kurd főnök (1877)
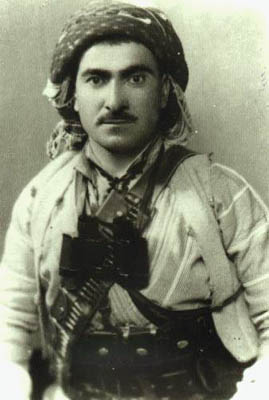
Musztafa Barzani (1903–1979) kurd nacionalista vezető
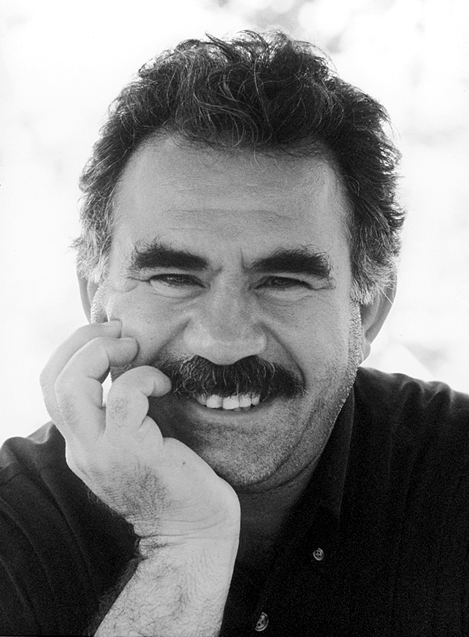
Abdullah Öcalan, a Kurdisztáni Munkáspárt vezetője
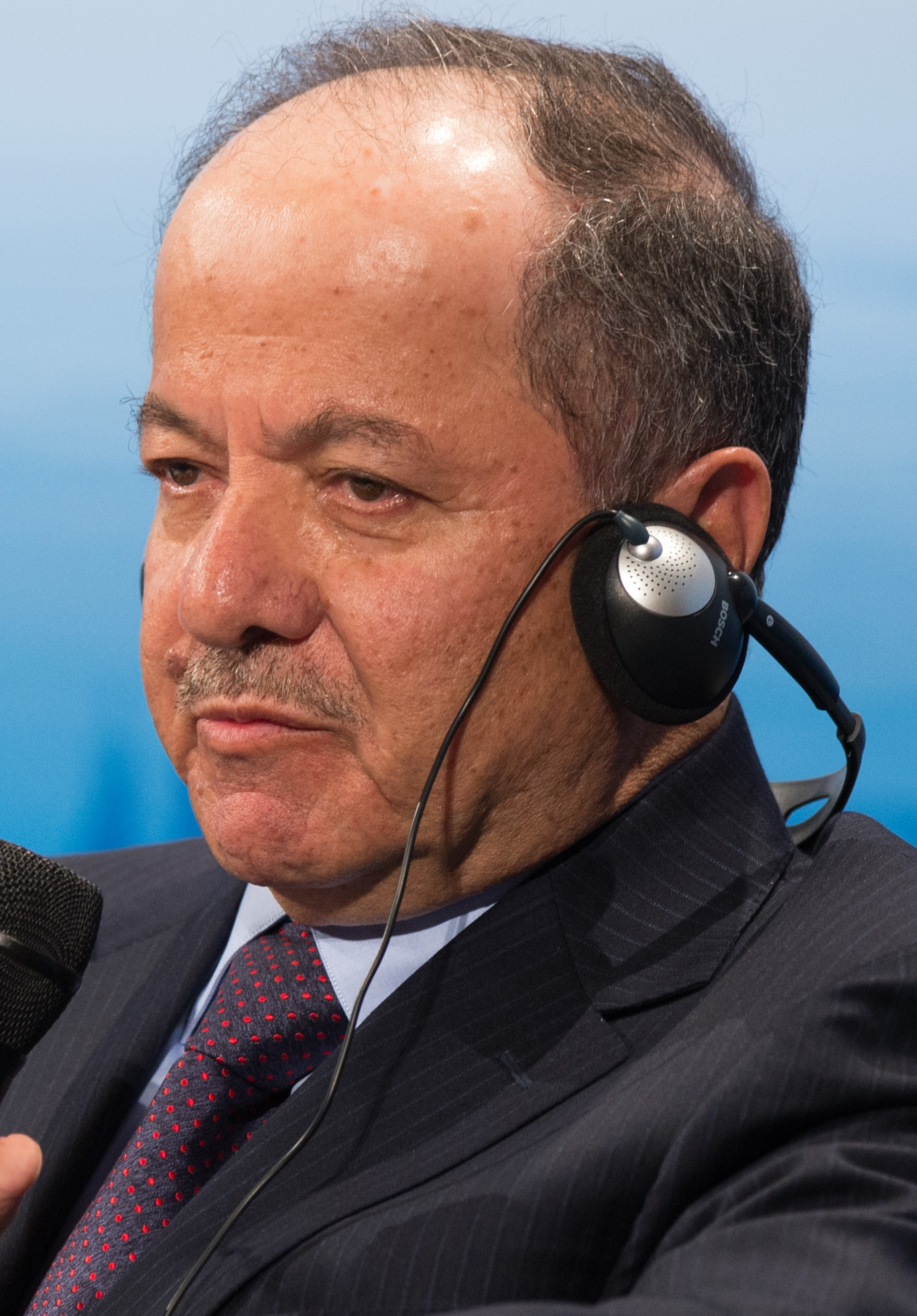
Maszúd Barzani, az iraki kurd autonóm régió elnöke